# Astragalus microcymbus
Astragalus microcymbus är en ärtväxtart som beskrevs av Rupert Charles Barneby. Astragalus microcymbus ingår i släktet vedlar, och familjen ärtväxter. Inga underarter finns listade i Catalogue of Life.